# Fatehgarh
Fatehgarh (Hindi: फ़तेहगढ़, Urdu: فتح گڑھ; Fatehgaṛh [faˈt̪eːhɡʌɽʱ]) ist eine Garnisonsstadt im indischen Bundesstaat Uttar Pradesh mit etwa 15.000 Einwohnern. Sie ist Verwaltungssitz des Distrikts Farrukhabad.
Die Stadt liegt am rechten Ufer des Flusses Ganges nahe der Stadt Farrukhabad. Der Name Fatehgarh leitet sich von einer Bezeichnung einer alten Festung ab. Die Stadt hat keine wesentliche Industrie. Sie beherbergt jedoch eine bedeutende Kaserne der indischen Armee in Form des „Rajput Regiment Center“. Mehrere Regimenter der indischen Armee sind hier stationiert. In der Stadt befindet sich außerdem ein bekannter Tempel des Gottes Hanuman.

## Bevölkerung
Zum Zeitpunkt der indischen Volkszählung im Jahre 2011 wies Fatehgarh eine Bevölkerung von 14.793 Personen auf. Männer stellten 60 Prozent der Bevölkerung. Die durchschnittliche Alphabetisierungsrate lag bei 76 Prozent und damit höher als der nationale Durchschnitt von 59,5 Prozent. Etwa 83 Prozent der Männer sind des Lesens und Schreibens mächtig. Bei den Frauen lag die Alphabetisierungsrate bei 65 Prozent. Zwölf Prozent der Bevölkerung war jünger als sechs Jahre.

## Geschichte
Während der britischen Oberherrschaft über den indischen Subkontinent befand sich eine Garnison in Fatehgarh. Während des Indischen Aufstands von 1857 wurde die Garnison belagert und eingenommen (siehe Belagerung von Fatehgarh). Ein Teil der britischen und eurasischen Bevölkerung von Fatehgarh floh nach Kanpur, das allerdings gleichfalls belagert wurde. Die überlebenden Flüchtlinge – überwiegend Frauen und Kinder – wurden gemeinsam mit den überlebenden Frauen des Massakers von Kanpur im Bibighar eingesperrt und am 16. Juli 1857 ermordet.